# Polenstudien.Interdisziplinär
Polenstudien.Interdisziplinär (Pol-Int) ist eine wissenschaftliche Online-Plattform für Fachinformation, Kommunikation und Vernetzung. Sie dient Akteuren der internationalen und interdisziplinären Polenforschung als ständiger Ort für den wissenschaftlichen Austausch. Pol-Int ist am Zentrum für Interdisziplinäre Polenstudien (ZIP) der Europa-Universität Viadrina und dem Collegium Polonicum in Słubice angesiedelt. Das ZIP wurde im Juni 2011 gegründet und wird von Dagmara Jajeśniak-Quast geführt. Sie ist gleichzeitig die Leiterin des Projekts „Polenstudien-Interdisziplinär“ und Herausgeberin der Online-Plattform. Die Plattform wird von der Stiftung für deutsch-polnische Zusammenarbeit, der Deutsch-Polnischen Wissenschaftsstiftung und der Europa-Universität Viadrina gefördert.

## Profil
Information
Die Plattform bietet fachrelevante Informationen auf Deutsch, Polnisch und Englisch aus dem Bereich der Polenstudien: Ankündigungen neuester Publikationen, Zeitschriften und wissenschaftlicher Artikel, Rezensionen, Jobangebote und Fördermöglichkeiten, Konferenzankündigungen und -berichte sowie Calls for Papers aus verschiedenen Disziplinen. Pol-Int ermöglicht es, Forschungsprojekte vorzustellen, sich auszutauschen und Projektpartner zu finden. Im Bereich „Salon“ findet sich ein wissenschaftlicher Blog, der Raum für themenbezogene Diskussionen bietet. Von April bis November 2016 behandelte der Salon das Thema „Interdisziplinäre Dimensionen von Energie und Umwelt in Mitteleuropa“.
Kommunikation
Unter der Betreuung von Fachredakteuren stellt Pol-Int in drei Sprachen Rezensionen zu wissenschaftlichen Neuerscheinungen bereit und bietet die Möglichkeit zur Kommentierung und Diskussion von aktuellen Themen, Trends und Thesen im Bereich der Polenstudien. Über persönliche Wissenschaftsprofile und gemeinsame Forschungsthemen kommen   Wissenschaftler aus verschiedenen Disziplinen und Ländern an einem virtuellen Ort zusammen, um ihre Forschungsprojekte auf Pol-Int vorzustellen und via Newsletter zu kommunizieren.
Vernetzung
Pol-Int lebt von der internationalen Gemeinschaft der Polenstudien, die sich gegenseitig über aktuelle Forschung informiert und austauscht. Nach der Anmeldung bei Pol-Int können die Nutzer Fachinformationen einstellen sowie Tagungsberichte und Rezensionen verfassen. Im Rahmen des Salons finden themenbezogene Veranstaltungen und Podiumsdiskussionen mit Experten in Deutschland und Polen statt und sollen den Austausch über die digitale Plattform hinaus fördern. Die Veranstaltungen sollen eine Brücke zwischen digitaler und analoger Wissenschaftswelt schlagen.

## Redaktion
Die Kernredaktion in Frankfurt (Oder) veröffentlicht Rezensionen in deutscher, englischer und polnischer Sprache und arbeitet hierfür mit ca. 100 ehrenamtlich tätigen Rezensenten sowie Fachredakteuren zusammen. Das Team sichtet und bewertet jährlich über 150 Neuerscheinungen und wissenschaftliche Artikel. Die Mitarbeiter der Redaktion koordinieren die Arbeitsabläufe bis zur Veröffentlichung. Polenstudien.Interdisziplinär hält die Standards gedruckter, wissenschaftlicher Zeitschriften ein. Die jährlich stattfindenden Workshops für Fachredakteure dienen der Optimierung der Redaktionsabläufe und der Weiterentwicklung der Online-Plattform.

## Förderer und Partner
Polenstudien.Interdisziplinär wird überwiegend von der Deutsch-Polnischen Wissenschaftsstiftung, der Stiftung für Deutsch-Polnische Zusammenarbeit sowie dem Europäischen Fonds für regionale Entwicklung finanziell unterstützt. Zahlreiche Institutionen aus Polen, Deutschland, den USA und Großbritannien sind Partner (Auswahl) von Pol-Int:
- Aleksander-Brückner-Zentrum für Polenstudien
- Collegium Polonicum
- Cosmopolitan Review[4]
- Deutsch-Polnisches Forschungsinstitut[5]
- Deutsches Polen-Institut
- East Central European Center of the Columbia University[6]
- Europa-Universität Viadrina
- Geisteswissenschaftliches Zentrum Geschichte und Kultur Ostmitteleuropas
- Herder-Institut (Marburg)
- H-Soz-Kult
- Instytut Historyczny Uniwersytetu Warszawskiego[7]
- Instytut Śląski w Opolu[8]
- Instytut Studiów Politycznych Polskiej Akademii Nauk[9]
- Instytut Zachodni
- Karl Dedecius Archiv
- Museum der Geschichte Polens[10]
- Ośrodek Badań nad Mediami[11]
- Programme on Modern Poland, St. Antony´s College, University of Oxford[12]
- Projekt Nauka. Fundacja na rzecz promocji nauki polskiej[13]
- Polish Studies Association[14]
- Polskie Towarzystwo Historyczne Kraków[15]
- Viadrina Center B/ORDERS IN MOTION[16]
- Willy-Brandt-Zentrum für Deutschland- und Europastudien der Universität Breslau[17]
- Wydział Politologii i Studiów Międzynarodowych[18]
- Wydział Studiów Międzynarodowych i Politologicznych Uniwersytet Łódzki[19]
- Zentrum für Historische Forschung Berlin
- Zentrum für Interdisziplinäre Polenstudien der Europa-Universität Viadrina Frankfurt (Oder)[20]